# Next Generation ATP Finals 2021
De Next Generation ATP Finals 2021 was de vierde editie van het gelijknamige tennistoernooi en vond plaats van 9 tot en met 13 november. Het toernooi werd gespeeld op de terreinen van de PalaLido in Milaan.

## Deelnemers en prijzengeld

### Deelnemers
De acht geplaatste spelers:
| Nr. | Speler                | Resultaat    |
| --- | --------------------- | ------------ |
| 1.  | Carlos Alcaraz        | Winnaar      |
| 2.  | Sebastian Korda       | Runner-up    |
| 3.  | Lorenzo Musetti       | Groepsfase   |
| 4.  | Brandon Nakashima     | Halve finale |
| 5.  | Juan Manuel Cerúndolo | Groepsfase   |
| 6.  | Sebastián Báez        | Halve finale |
| 7.  | Holger Rune           | Groepsfase   |
| 8.  | Hugo Gaston           | Groepsfase   |

### Prijzengeld
| Resultaat                    | Prijzengeld |
| ---------------------------- | ----------- |
| winnaar zonder nederlaag     | $ 400.000   |
| winnaar                      | $ 142.000   |
| finale                       | $ 109.000   |
| groepsfase (per overwinning) | $ 23.000    |
| deelnemers                   | $ 80.000    |
| vervangers                   | $ 12.000    |

De Italiaan Jannik Sinner en de Canadees Félix Auger-Aliassime (beiden deelname aan ATP-toernooi van Stockholm) en de Amerikaan Jenson Brooksby (blessure) waren eveneens gekwalificeerd, maar lieten verstek gaan voor het toernooi.

## Toernooischema
| Legenda | Legenda                  |
| ------- | ------------------------ |
| Q       | Qualifier                |
| WC      | Deelname via wildcard    |
| LL      | Lucky Loser              |
| r       | Opgave / trok zich terug |
| w/o     | Walk-over                |
| Alt     | Alternate                |
| SE      | Special Exempt           |
| PR      | Protected Ranking        |
| d       | Diskwalificatie          |

### Groepsfase

#### Groep A
|                   |                       | score                    |
| ----------------- | --------------------- | ------------------------ |
| Brandon Nakashima | Juan Manuel Cerúndolo | 4-1, 3-4(3), 4-1, 4-0    |
| Carlos Alcaraz    | Holger Rune           | 4-3(6), 4-2, 4-0         |
| Holger Rune       | Juan Manuel Cerúndolo | 4-1, 4-2 1-4, 4-1        |
| Carlos Alcaraz    | Brandon Nakashima     | 4-3(4), 4-1, 4-3(4)      |
| Carlos Alcaraz    | Juan Manuel Cerúndolo | 4-0, 4-1, 2-4, 4-3(3)    |
| Brandon Nakashima | Holger Rune           | 3-4(3), 4-1, 4-1, 4-3(1) |

| Nr. | Speler                | Wedstrijd w-v | Sets w-v | Games w-v |
| --- | --------------------- | ------------- | -------- | --------- |
| 1   | Carlos Alcaraz        | 3-0           | 9-1      | 38-20     |
| 2   | Brandon Nakashima     | 2-1           | 6-5      | 37-27     |
| 3   | Holger Rune           | 1-2           | 4-7      | 27-35     |
| 4   | Juan Manuel Cerúndolo | 0-3           | 3-9      | 22-42     |

#### Groep B
|                 |                 | score                            |
| --------------- | --------------- | -------------------------------- |
| Sebastian Korda | Hugo Gaston     | 3-4(2), 3-4(6), 4-0, 4-3(3), 4-0 |
| Sebastián Báez  | Lorenzo Musetti | 4-1, 4-1, 3-4(5), 4-3(5)         |
| Sebastian Korda | Sebastián Báez  | 4-3(3), 4-2, 4-2                 |
| Lorenzo Musetti | Hugo Gaston     | 4-3(4), 4-6(6), 2-4, 3-4(7), 4-2 |
| Sebastián Báez  | Hugo Gaston     | 4-3(2), 4-2, 4-2                 |
| Sebastian Korda | Lorenzo Musetti | 4-2, 4-3(4), 4-2                 |

| Nr. | Speler          | Wedstrijd w-v | Sets w-v | Games w-v |
| --- | --------------- | ------------- | -------- | --------- |
| 1   | Sebastian Korda | 3-0           | 9-2      | 42-25     |
| 2   | Sebastián Báez  | 2-1           | 6-4      | 34-28     |
| 3   | Lorenzo Musetti | 1-2           | 4-8      | 33-43     |
| 4   | Hugo Gaston     | 0-3           | 4-9      | 34-47     |

### Eindfase
|  | Halve finale | Halve finale      | Halve finale    | Halve finale | Halve finale | Halve finale | Halve finale    |                |   | Finale | Finale | Finale | Finale | Finale | Finale | Finale |
|  |              |                   |                 |              |              |              |                 |                |   |        |        |        |        |        |        |        |
|  | 1            | Carlos Alcaraz    | 4               | 4            | 4            |              |                 |                |   |        |        |        |        |        |        |        |
|  | 6            | Sebastián Báez    | 2               | 1            | 2            |              |                 |                |   |        |        |        |        |        |        |        |
|  | 6            | Sebastián Báez    | 2               | 1            | 2            |              | 1               | Carlos Alcaraz | 4 | 4      | 4      |        |        |        |        |        |
|  |              |                   |                 |              |              |              |                 | Carlos Alcaraz | 4 | 4      | 4      |        |        |        |        |        |
|  |              | 2                 | Sebastian Korda | 35           | 2            | 2            |                 |                |   |        |        |        |        |        |        |        |
|  | 2            | 2                 | Sebastian Korda | 35           | 2            | 2            | Sebastian Korda | 4              | 2 | 1      | 4      | 4      |        |        |        |        |
|  | 2            |                   |                 |              |              |              | Sebastian Korda | 4              | 2 | 1      | 4      | 4      |        |        |        |        |
|  | 4            | Brandon Nakashima | 3               | 4            | 4            | 2            | 2               |                |   |        |        |        |        |        |        |        |